# Pacifico Perantoni
Pacifico Maria Luigi Perantoni OFM (ur. 30 maja 1895 w Cavalvaselle, zm. 3 stycznia 1982) – włoski arcybiskup, generał franciszkanów, uczestnik Soboru watykańskiego II.

## Życiorys
Luigi Perantoni urodził się w Cavalvaselle 30 maja 1895. Należał do Zakonu Braci Mniejszych, wyświęcony na kapłana 18 grudnia 1920. W latach 1947–1952 był generałem franciszkanów, rezydując w Rzymie. Papież Pius XII mianował go 31 stycznia 1952 biskupem diecezji Gerace-Santa Maria di Polsi. Sakrę biskupią przyjął 9 marca 1952. Papież Jan XXIII mianował go 21 sierpnia 1962 ordynariuszem archidiecezji Lanciano-Ortona. Jako arcypiskup uczestniczył w czterech sesjach soboru watykańskiego II w latach 1962–1965. Arcybiskup Perantoni przeszedł na emeryturę 14 sierpnia 1974. Zmarł 3 stycznia 1982.
Jako generał braci mniejszych zainaugurował 29 kwietnia 1947, podczas pierwszego Kongresu Mariologicznego Braci Mniejszych, Akademię Mariologiczną w Rzymie (obecnie Papieska Międzynarodowa Akademia Mariologiczna).
Z inicjatywy abpa Perantoniego franciszkanie konwentualni z Abruzji, posiadając autoryzację Stolicy Apostolskiej, poprosili o naukowe zbadanie hostii i bryłek krwi przechowywanych w kościele św. Franciszka w Lanciano.